# Трихатки
Триха́тки — село Лиманської сільської громади у Білгород-Дністровському районі Одеської області України. Населення становить 149 осіб.

## Населення
Згідно з переписом УРСР 1989 року чисельність наявного населення села становила 175 осіб, з яких 77 чоловіків та 98 жінок.
За переписом населення України 2001 року в селі мешкало 149 осіб.

### Мова
Розподіл населення за рідною мовою за даними перепису 2001 року:
| Мова       | Відсоток |
| ---------- | -------- |
| українська | 92,62 %  |
| російська  | 6,04 %   |
| болгарська | 0,67 %   |
| інші       | 0,67 %   |